# Passalo (Cercope)
Passalo (conosciuto anche come Basala o Olo o Sillo), nella mitologia greca era uno dei due Cercopi. 

Figlio di Oceano e Tia, era insieme al fratello gemello Acmone uno dei più grandi imbroglioni, ladri e impostori della mitologia greca .

## Mitologia
Passalo insieme al suo fratello furono celebri ladri che si divertivano per lo più a prendersi gioco dei grandi eroi compiendo burla e dispetti e rubando cose di cui andavano fieri.
Un giorno decisero di prendersi gioco del famigerato Eracle e anche se furono avvertiti del pericolo, continuarono nella loro impresa.

Trasformatosi in zanzare davano fastidio continuo all'eroe che non riusciva a riposare e nel frattempo diedero un'occhiata anche alle sue armi che portava sempre con sé. Prima che il furto fosse compiuto Eracle riuscì a catturarli e a farli assumere la loro forma originale.
Alla fine non riuscì a punirli come aveva inizialmente desiderato e li lasciò fuggire via, Zeus quindi li trasformò in scimmie.